# Punta Brau
La punta Brau o punta Sappho (según la toponimia británica) es una punta que marca el lado oeste de la entrada a la bahía Guardia Nacional, en la costa norte de la isla San Pedro. Además se encuentra al noreste de la estación ballenera de Grytviken
Su nombre recuerda a Pedro Brau del ARA Guardia Nacional, que levantó la carta náutica de la bahía Cumberland, mientras que el topónimo en inglés lo hace por el HMS Sappho, barco británico utilizado en el trazado de las partes de la bahía Cumberland en 1906.
Probablemente primeramente fue avistada por la expedición británica bajo James Cook, que exploró la costa norte de la isla San Pedro en 1775. 